# Dohrniphora heptacantha
Dohrniphora heptacantha är en tvåvingeart som beskrevs av Borgmeier 1923. Dohrniphora heptacantha ingår i släktet Dohrniphora och familjen puckelflugor. Inga underarter finns listade i Catalogue of Life.